# Mimasura asticta
Mimasura asticta là một loài bướm đêm trong họ Noctuidae.